# Босфорски мост
Босфорският мост (на турски: Boğaziçi Köprüsü), известен официално като Мостът на мъчениците от 15 юли (на турски: 15 Temmuz Şehitler Köprüsü) и неофициално като Първият мост (на турски: Birinci Köprü), е един от трите висящи моста, преминаващи през протока Босфор (на турски: Boğaziçi) в Истанбул, Турция, като по този начин свързва Европа и Азия (заедно с моста Фатих Султан Мехмет и моста Явуз Султан Селим). Мостът се простира между Ортакьой (в Европа) и Бейлербей (в Азия).
Това е гравитационно закотвен висящ мост със стоманени кули и наклонени закачалки. Аеродинамичната палуба виси на стоманени въжета. Дълъг е 1560 м с ширина на палубата 33,40 м. Разстоянието между кулите (главно разстояние) е 1074 m, а общата височина на кулите е 165 m. Разстоянието на моста от морското равнище е 64 m.
След завършването си през 1973 г. Босфорският мост е четвъртия най-дълъг висящ мост в света и най-дългия извън Съединените щати (само мостът Веразано-Нароус, мостът Голдън Гейт и мостът Макинак имат по-голяма дължина през 1973 г.). Босфорския мост остава най-дългият висящ мост в Европа до завършването на моста Хъмбър през 1981 г. и най-дългият висящ мост в Азия до завършването на моста Фатих Султан Мехмет (Вторият мост на Босфора) през 1988 г. (който е надминат от мостът Минами Бисан-Сето през 1989 г.). В момента Босфорският мост е 40-ия най-дълъг висящ мост в света.
След като група войници поема контрола и частично затваря моста по време на опита за военен преврат на 15 юли 2016 г., министър-председателят Бинали Йълдъръм провъзгласява на 25 юли 2016 г. решението на кабинета на Турция, че мостът ще бъде официално преименуван на 15 Temmuz Şehitler Köprüsü (Мостът на мъчениците от 15 юли) в памет на убитите при съпротивата срещу опита за преврат.
Босфорският мост е известен със своите важни транспортни маршрути, свързващи части от Европа с Турция.

## Прецеденти и предложения
Идеята за мост над Босфора датира от древността. Гръцкият писател Херодот казва в своите „Истории“, че по заповед на император Дарий Велики от Ахеменидската империя (522 г. пр. н. е. – 485 г. пр. н. е.) Мандрокъл от Самос някога е проектирал понтонен мост през Босфора, свързващ Азия с Европа; този мост позволил на Дарий да преследва бягащите скити, както и да позиционира армията си на Балканите, за да победи Македония. Леонардо да Винчи предлага висящ мост на султан Баязид II през 1502 или 1503 г. Първият модерен проект за постоянен мост през Босфора е предложен на султанът на Османската империя Абдул Хамид II от Bosphorus Railroad Company през 1900 г., който включва железопътна връзка между континентите.

## Строителство
Решението за изграждане на мост през Босфора е взето през 1957 г. от министър-председателя Аднан Мендерес. За строителните инженерни работи е подписан договор с британската фирма Freeman Fox & Partners през 1968 г. Мостът е проектиран от британските строителни инженери Гилбърт Робъртс, Уилям Браун и Майкъл Парсънс, които също са проектирали моста Humber, Severn Bridge и Четвърти пътен мост. Строителството започва през февруари 1970 г. и на церемониите присъстват президентът Джевдет Сунай и министър-председателят Сюлейман Демирел. Мостът е построен от турската фирма Enka Construction & Industry Co. заедно със съизпълнителите Cleveland Bridge & Engineering Company (Англия) и Hochtief AG (Германия).
Мостът е завършен на 30 октомври 1973 г., един ден след 50-ата годишнина от основаването на Република Турция, и е открит от президента Фахри Корутюрк и министър-председателя Наим Талу. Цената на моста е 200 милиона щатски долара (1,22 милиарда долара през 2021 г.).
При откриването на моста много се смята, че той е първият мост между Европа и Азия след понтонния мост на Ксеркс през 480 г. пр.н.е. Този мост обаче прехвърлява Хелеспонт (Дарданелите), на известно разстояние от Босфора, и е вторият мост след гореспоменатия мост, построен от император Дарий I Велики през Босфора през 513 г. пр.н.е.

## Експлоатация и такси
Мостът има осем платна. Три стандартни ленти, една аварийна лента и една пешеходна лента обслужват всяка посока. През делничните дни сутрин повечето пътнически трафик се движи на запад към Европа, така че четири от шестте ленти се движат на запад и само две на изток. Обратно, през делничните дни вечер четири ленти са предназначени за трафика в източна посока и две ленти за трафик в западна посока.
През първите три години пешеходците могат да минават по моста, достигайки до него с асансьори вътре в кулите от двете страни. Пешеходци или търговски превозни средства, като например камиони, нямат право да използват моста днес.
Днес около 180 000 превозни средства преминават дневно в двете посоки, като почти 85% са леки автомобили. На 29 декември 1997 г. едномилиардното превозно средство минава по моста. Натоварен напълно, мостът провисва с около 90 см в средата на участъка.
Това е платен мост, а в близост до моста от азиатската страна е разположена площадка за таксуване с 13 кабини за таксуване. За преминаване от Европа към Азия се заплаща такса, но не и за преминаване в обратна посока.
От 1999 г. някои от пунктовете за плащане на изминат участък (#9 – #13), разположени най-вляво при наближаването на автомобилите, са без персонал и са оборудвани само със система за дистанционно плащане (на турски: OGS), за да не се забавя трафикът. В допълнение към OGS, друга система за плащане на пътни такси със специални безконтактни смарт карти (на турски: KGS) е инсталирана на определени пунктове за плащане през 2005 г.
От 3 април 2006 г. пунктовете за таксуване не приемат пари в брой, а само OGS или KGS. OGS устройство или KGS карта могат да бъдат получени на различни станции, преди да се стигне до пунктовете за плащане на магистрали и мостове. През 2006 г. таксата е 3,00 TL или около $2,00.
От април 2007 г. компютъризирана LED осветителна система с променящи се цветове и шарки, разработена от Philips, осветява моста през нощта.
През 2012 г. KGS е заменена с новата система HGS, която използва технология за радиочестотна идентификация (RFID).
През 2017 г. пътната такса се увеличава с почти 50% от 4,75 на 7 TRY. (На 10 март 2022 г. 7 турски лири струват 0,68 щатски долара. Данни от currencymatrix.com).
След 21 месеца, в края на 2019 г., пътната такса се покачва с още 20% до 10,50 TRY. Стойността на TRY спада значително през първото тримесечие на 2022 г. На 10 март 2022 г. 10,50 TRY са еквивалентни на 0,74 щатски долара.
Таксите за изминат участък трябва да се увеличават почти всяка година, за да се справи с високата инфлация на цените на производителите.

## История
Всеки октомври годишният Междуконтинентален маратон Истанбул Евразия пресича моста по пътя си от Азия към Европа. По време на маратона мостът е затворен за движение на автомобили.
През октомври посетителите участват в „забавното бягане“ и преминават по моста пеша. Мнозина си правят пикник, за да се насладят на гледката.
Мостът е изобразен на обратната страна на турските банкноти от 1000 лири от 1978 – 1986 г.
На 15 май 2005 г. в 07:00 местно време, американската тенис звезда Винъс Уилямс изигра демонстративна игра с турския играч Ипек Шеноглу на моста, първият тенис мач, игран на два континента. Събитието промотира предстоящата 2005 WTA İstanbul Cup и продължава пет минути. След края му и двамата хвърлят тенис топка в Босфора.
На 17 юли 2005 г. в 10:30 местно време британският пилот от Формула 1 Дейвид Култард премивава със своя състезателен автомобил Red Bull през моста от европейската страна към азиатската страна, след което, след като завива с пързалка на платната, обратно към европейската страна за шоу. Той паркира колата си в градината на двореца Долмабахче, откъдето е започнало пътуването му. Докато пресича моста с колата си от Формула 1, Култард е хванат от автоматичната система за наблюдение и е глобен с 20 евро, защото е преминал през пунктовете за плащане без да плати. Неговият екип се съгласява да плати за него.
На 5 ноември 2013 г. голфър номер 1 в света Тайгър Уудс, гостуващ за голф турнира Turkish Airlines Open 2013, проведен между 7 и 10 ноември, е докаран на моста с хеликоптер и прави няколко демонстративни изстрела на моста, удряйки топки от азиатската страна към европейската страна от едната страна на моста, който е затворен за движение за около един час.
На 15 юли 2016 г. мостът е блокиран от фракция на турските въоръжени сили по време на опит за преврат. Те също арестуват цивилни и полицаи. Някои танкове прегазват превозни средства. Замесените войници се предават на полицията и на цивилни на следващия ден.
На 25 юли 2016 г. министър-председателят Бинали Йълдъръм обявява, че мостът ще бъде преименуван на 15 Temmuz Şehitler Köprüsü (Мост на мъчениците от 15 юли).
|  | Тази страница частично или изцяло представлява превод на страницата Bosphorus Bridge в Уикипедия на английски. Оригиналният текст, както и този превод, са защитени от Лиценза „Криейтив Комънс – Признание – Споделяне на споделеното“, а за съдържание, създадено преди юни 2009 година – от Лиценза за свободна документация на ГНУ. Прегледайте историята на редакциите на оригиналната страница, както и на преводната страница, за да видите списъка на съавторите. ВАЖНО: Този шаблон се отнася единствено до авторските права върху съдържанието на статията. Добавянето му не отменя изискването да се посочват конкретни източници на твърденията, които да бъдат благонадеждни. |